# Ringsted állomás
Ringsted állomás egy vasútállomás Dániábanban, Ringsted településen. Az állomás fontos vasúti csomópont, négy irányból futnak itt össze a sínek.

## Vasútvonalak
Az állomást az alábbi vasútvonalak érintik:
- Koppenhága-Fredericia-vasútvonal
- Sydbanen
- Koppenhága–Ringsted-vasútvonal
- Næstved-Hillerød-vasútvonal

## Kapcsolódó állomások
A vasútállomáshoz az alábbi állomások vannak a legközelebb:
- Sorø Station
- Borup Station
- Glumsø railway station
- Køge Nord Station